# Max Levitas
Max Samuel Levitas (Dublín, 1 de juny de 1915 - ?, 2 de novembre de 2018) va ser un activista i polític comunista jueu irlandès, destacat en la lluita antifeixista a l'East End de Londres durant molts anys.

## Trajectòria
Levitas va néixer a la zona de Portobello de Dublín, on va assistir a l'escola de St. Peters, fill de dos jueus de parla ídix que fugien dels pogroms a la Rússia imperial: Harry, nascut a Lituània, i Leah, nascuda a Letònia. Harry va destacar al Sindicat de Sastres, Maquinistes i Premsadors Jueus Amalgamats, i això va provocar que els empresaris l'incloguessin a la llista negra. Com a resultat, el 1927, la família es va traslladar a Glasgow i Max va deixar els estudis. A Glasgow, es va interessar pel comunisme i quan tenia setze anys es va unir a la Lliga Comunista Jove (LCJ). El 1931, es va traslladar amb la seva família a l'East End de Londres, i es va unir al seu pare a la indústria de la confecció, convertint-se en un premsador de sastres. Es va convertir en secretari de la secció de Mile End de la LCJ, a la qual també es va unir el seu germà petit Maurice.
A l'East End, va dedicar gran part del seu temps a l'antifeixisme; el 1934, va escriure «tot contra el feixisme» a tres dels costats de la Columna de Nelson i va ser detingut poc després quan va tornar a l'escena per admirar la seva obra, mentre encara duia el pinzell. El 1936, va participar en la batalla de Cable Street, on jueus i socialistes van impedir una marxa de feixistes per l'East End. A la seva mort, el diari Morning Star el va descriure com l'«últim supervivent de la batalla de Cable Street». L'altra campanya principal dels comunistes a l'East End a la dècada de 1930 va ser contra els lloguers injustos. El 1939, i durant quatre mesos, va liderar una vaga d'inquilins a Brady Street Mansions, on vivia, igual que la seva àvia. A través d'això, va conèixer la seva futura esposa, Sadie Freedman. Va continuar treballant en el comerç de la confecció, concretament com a delegat del Sindicat de Sastres i Treballadors de la Confecció. Durant la Segona Guerra Mundial, va exercir com a vigilant de bombers. Amb Phil Piratin va organitzar una ocupació del refugi antiaeri de l'hotel Savoy, en protesta per la manca d'aquests refugis a l'East End; uns dies després, el govern va acordar obrir estacions de metro com a refugis antiaeris.
Poc després es va unir a la secció de Stepney del Partit Comunista de la Gran Bretanya (PCGB) i el 1943 va escriure en coautoria el llibre Stepney: A Borough to Be Proud Of. El 1946 va ser un dels deu candidats del PCGB a guanyar les eleccions al consell del districte de Stepney. Va exercir diversos mandats, el darrer a Consell del districte de Tower Hamlets. L'any 1971, quan va perdre les darreres eleccions, feia un total de quinze anys que era regidor. També es va presentar, sense èxit, a les eleccions del Consell del comtat de Londres de 1952 i 1955, per la circumscripció de Stepney.
Després de deixar de ser conseller, es va convertir en comerciant de mercat, i va treballar al municipi de Dunstable, tot i que va continuar vivint a l'East End. Va romandre actiu al PCGB, i finalment es va unir a la seva escissióm, el Partit Comunista de Bretanya (PCB), i també a grups locals de llogaters i pensionistes, i campanyes contra el racisme. Es va retirar de la feina als 80 anys, però va continuar fent campanya. El 2002, va descobrir una placa a Dublín que marcava el lloc de la sinagoga de Camden Street i el Sindicat de Sastres i Premsadors. El 2013, es va dirigir a una manifestació oposant-se a la Lliga de Defensa Anglesa, i quan tenia 99 anys, va liderar una campanya contra les altes factures de reparació als pisos de Sidney Street.
Levitas va ser fan del club de futbol Tottenham Hotspur FC i, amb freqüència, va assistir als partits amb el seu fill, Stephen, fins a la seva mort el 2014. Pel seu 100è aniversari, el club li va regalar una targeta i un banderí signats per tots els membres de l'equip masculí. L'any següent, es va convertir en el membre de Dementia Friend més antic del món. Va romandre membre del PCB fins a la seva mort, convertint-se en el seu membre més antic i amb més temps. Levitas va morir el novembre de 2018, als 103 anys, amb els tributs rendits per Jeremy Corbyn, líder del Partit Laborista Britànic, i Michael D. Higgins, president d'Irlanda.